# Karl Findeisen
Karl Findeisen (* 18. Juni 1821; † 4. April 1891 in Altenburg) war Jurist, Landrat und Mitglied des Deutschen Reichstags.

## Leben
Findeisen studierte in Jena Rechtswissenschaften. Zuerst war er Rechtsanwalt, dann langjähriger Richter und zuletzt Herzoglicher Stadtgerichtsamtmann in Altenburg. Ab 1876 war er Landrat des Verwaltungsbezirks Schmölln und von 1868 bis 1878 Mitglied des Altenburger Landtags.
Von 1878 bis zu seiner Mandatsniederlegung am 15. Juli 1880 war er Mitglied des Deutschen Reichstags für den Reichstagswahlkreis Herzogtum Sachsen-Altenburg und die Deutsche Reichspartei. Er legte sein Mandat wegen seiner Ernennung zum Direktor der Landesbank nieder.